# Koroknya
Koroknya (románul: Crocna) település Romániában a Partiumban, Arad megyében.

## Fekvése
Gurahonctól északnyugatra, a Fehér-Köröstől északra fekvő település.

## Története
Koroknya vagy Karatna nevét 1448-ban említette először oklevél Karathna néven. 1553-ban Korothna, 1561-ben Kirotna, Also-Korotna, Felsö-Korotna, 1732-ben Krokna, 1808-ban Krogna (Alsó-, Felsı-), Krotna, 1851-ben Krokna, 1913-ban Koroknya néven írták. 
1851-ben Fényes Elek írta a településről: „Krokna, Arad vármegyében, 10 katholikus, 523 óhitü lakossal, s anyatemplommal, hegyes, köves határral.” 
1910-ben 1010 lakosából 992 román, 16 magyar volt. Ebből 990 görögkeleti ortodox volt. 
A trianoni békeszerződés előtt Arad vármegye Borossebesi járásához tartozott.